# Yuliya Ratkeviç
Yuliya Ratkeviç –en bielorruso, Юлія Раткевіч, Yuliya Ratkevich– (Minsk, 16 de julio de 1985) es una deportista azerbaiyana de origen bielorruso que compite en lucha libre.
Participó en dos Juegos Olímpicos de Verano, obteniendo una medalla de bronce en Londres 2012, en la categoría de 55 kg, y el quinto lugar en Río de Janeiro 2016.
Ha ganado 5 medallas en el Campeonato Mundial de Lucha entre los años 2009 y 2015, y 3 medallas en el Campeonato Europeo de Lucha entre los años 2005 y 2016.

## Palmarés internacional
| Representando a Bielorrusia |                            |                   |           |
| Campeonato Europeo          |                            |                   |           |
| Año                         | Lugar                      | Medalla           | Categoría |
| 2005                        | Varna (Bulgaria)           | Medalla de bronce | 59 kg     |
| Representando a Azerbaiyán  |                            |                   |           |
| Juegos Olímpicos            |                            |                   |           |
| Año                         | Lugar                      | Medalla           | Categoría |
| 2012                        | Londres (Reino Unido)      | Medalla de bronce | 55 kg     |
| Campeonato Mundial          |                            |                   |           |
| Año                         | Lugar                      | Medalla           | Categoría |
| 2009                        | Herning (Dinamarca)        | Medalla de oro    | 59 kg     |
| 2010                        | Moscú (Rusia)              | Medalla de plata  | 55 kg     |
| 2013                        | Budapest (Hungría)         | Medalla de bronce | 59 kg     |
| 2014                        | Taskent (Uzbekistán)       | Medalla de plata  | 60 kg     |
| 2015                        | Las Vegas (Estados Unidos) | Medalla de bronce | 58 kg     |
| Campeonato Europeo          |                            |                   |           |
| Año                         | Lugar                      | Medalla           | Categoría |
| 2011                        | Dortmund (Alemania)        | Medalla de oro    | 59 kg     |
| 2016                        | Riga (Letonia)             | Medalla de bronce | 60 kg     |